# Wahida Amiri
Wahida Amiri (Kabul, c. 1990) es una bibliotecaria afgana y activista por los derechos de las mujeres. Su activismo, centrado principalmente en la denuncia de las prohibiciones impuestas por los talibanes en materia de educación y trabajo para las mujeres, la ha convertido en un símbolo de resistencia en su país. Su inclusión en la lista BBC 100 Women en 2021 subraya su relevancia como una de las principales activistas feministas en el país.

## Trayectoria
Amiri nació en Kabul, Afganistán. En 1996 comenzó su educación primaria, justo antes de que los talibanes accedieran al gobierno. Una de sus órdenes fue cerrar las escuelas a las niñas, y Amiri vio interrumpida su educación. Muchos de sus familiares huyeron a Panjshir, en el norte de Afganistán, pero su padre decidió permanecer en Kabul. Tras el fallecimiento de su madre, el padre de Amiri se volvió a casar y la familia se mudó a Pakistán, donde lo que se esperaba de ella era que cocinara y limpiara para la familia.
En 2001, los ataques terroristas ocurridos en EE. UU. el 11 de septiembre desencadenaron la caída del régimen talibán. La familia regresó entonces a Kabul, coincidiendo con la reapertura de oportunidades educativas para las mujeres y las niñas. Sin embargo, a pesar de las nuevas posibilidades, las obligaciones domésticas continuaron siendo la principal tarea de Amiri. No sería hasta cinco años después de haber regresado a Kabul que, alentada por su primo, pudo comenzar a estudiar.
Al finalizar sus estudios, Amiri fue aceptada en la Universidad Dunya para estudiar Derecho, y fue allí donde descubrió su amor por Virginia Woolf con la lectura de "Una habitación propia". Después de graduarse, Amiri abrió una pequeña biblioteca donde organizaba tertulias sobre feminismo, amenizadas con la degustación de chai sabzi, una infusión de té verde con cardamomo característica de la tradición afgana.

## Activismo
Con el regreso de los talibanes al poder el 15 de agosto de 2021 se volvieron a imponer restricciones a la libertad de las mujeres afganas. Amiri se encontró con esta realidad al llegar a su lugar de trabajo y hallar su biblioteca clausurada. Ante esta situación, se unió al "Movimiento Espontáneo de Mujeres Luchadoras de Afganistán", donde marchó por las calles junto a otras mujeres para defender el derecho de las mujeres a trabajar. Fueron recibidas con gases lacrimógenos, disparos al aire e incluso palizas. A pesar de estos actos de represión, Amiri y otras mujeres continuaron luchando por sus derechos.
Ante los numerosos arrestos de manifestantes, Amiri buscó refugio en una casa segura para escapar de los talibanes. No obstante, fue detenida en febrero de 2022 junto a otras activistas, siendo trasladadas al Ministerio del Interior, donde permanecieron retenidas durante 18 días.
Mientras estaba recluida, le exigieron que hablara en vídeo, diciendo su nombre y quién la ayudaba. También le ordenaron que dijera que manifestantes afganos en el extranjero le habían dicho que protestara. Esta declaración daba la impresión de que las activistas se manifestaban para hacerse famosas y ser evacuadas de Afganistán. Amiri declaró que esto era perjudicial para la causa, sobre todo cuando el vídeo se emitió en TOLOnews, un importante canal de noticias afgano.
Finalmente, Amiri y las demás manifestantes fueron puestas en libertad y se les ordenó que no volvieran a protestar. Los talibanes retuvieron los documentos de la casa de su familia para asegurarse de que no desafiaría su autoridad en el futuro. Amiri abandonó Afganistán persuadida por su familia y se instaló en Pakistán.
En septiembre de 2023 se unió a un colectivo de mujeres que iniciaron una huelga de hambre que duró diez días, con el fin de visibilizar y denunciar la situación de vulnerabilidad a la que se veían sometidas las mujeres afganas. Entre sus compañeras de protesta estaban Tamana Zaryab Paryani y Nayera Kohistani.

## Reconocimientos
En 2021 fue incluida en la lista BBC 100 Women en 2021 por su relevancia como una de las principales activistas feministas en Afganistán.